# Karl Bewerunge

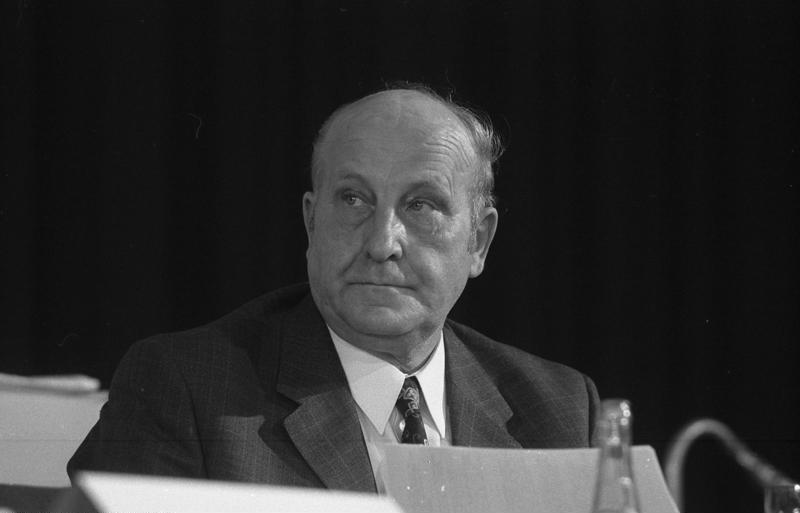
Karl Bewerunge (1972)

Karl Bewerunge (* 20. Januar 1913 in Heedfeld, damals Teil von Hülscheid, heute Schalksmühle; † 26. August 1993 in Lüdenscheid) war ein deutscher Landwirt und Politiker (CDU).

## Leben
Nach der Mittleren Reife am Realgymnasium (Oberrealschule Lüdenscheid) besuchte Bewerunge von 1933 bis 1935 die Landwirtschaftsschule in Lüdenscheid, anschließend die Bauernschule in Soest und schließlich die Bauernhochschule in Goslar. Er trat zum 1. Mai 1932 der NSDAP bei (Mitgliedsnummer 1.090.753). Er war von 1937 bis 1939 Vorsitzender der Kreislandjugend Altena. Von 1940 bis 1945 nahm er als wehrdienstleistender Soldat am Zweiten Weltkrieg teil und geriet zuletzt in Kriegsgefangenschaft.
Bewerunge war seit 1952 Kreislandwirt, wurde 1953 Vorsitzender des landwirtschaftlichen Kreisverbands Altena-Lüdenscheid und 1958 Vorsitzender des landwirtschaftlichen Bezirksverbands Sauerland (Landeskulturgesellschaft Sauerland). 1962 war er Vorsitzender des Agrarausschusses des Deutschen Bauernverbandes. Von 1964 bis 1978 war er Präsident der Landwirtschaftskammer Westfalen-Lippe in Münster.
Er war evangelisch und wurde nach dem Zweiten Weltkrieg Mitglied der CDU. Bewerunge war seit 1953 Kreistagsmitglied und Mitglied des Kreisausschusses. Dem Deutschen Bundestag gehörte er von 1961 bis 1976 an. Von 1969 an war er stellvertretender Vorsitzender des Ausschusses für Ernährung, Landwirtschaft und Forsten. Er war stets über die Landesliste der CDU Nordrhein-Westfalen ins Parlament eingezogen. Bewerunge wohnte in seinem Geburtsort Schalksmühle-Heedfeld, war verheiratet und hatte drei Kinder.

## Ehrungen
- 1972: Verdienstkreuz 1. Klasse der Bundesrepublik Deutschland
- 1977: Große Verdienstkreuz der Bundesrepublik Deutschland
- 1989: Verdienstorden des Landes Nordrhein-Westfalen[3]